# Сфикас, Тиффани
Ти́ффани Энн Сфи́кас (англ. Tiffany Ann Sfikas; род. 8 апреля 1977 года, Чикаго, Иллинойс, США) — фигуристка-парница из США, представлявшая на соревнованиях родную страну и Великобританию. После выступлений как юниор в паре с Джошуа Моудсом она стала партнёршей Берта Кординга, с которым заняла десятое место на чемпионате США по фигурному катанию 1999 года. Позднее Тиффани переехала в Англию, где образовала пару с Эндрю Сибруком. Дуэт дважды выигрывал «золото» чемпионата Великобритании и финишировал десятым на чемпионате Европы по фигурному катанию в 2002 году. После того, как распался и этот тандем, Сфикас некоторое время выступала с Майклом Олдредом, ранее катавшимся с Лесли Роджерс, а вскоре и вовсе вернулась на родину, где встала в пару с Джеффри Вайсом. С последним фигуристка в 2004 году заняла 14-е место на чемпионате США.

## Ссылка
- Sfikas & Seabrook (англ.) на официальном сайте Международного союза конькобежцев.